# Jimmy Miller
James 'Jimmy' Miller (23. marts 1942 – 22. oktober 1994) var en  musikproducer født i Brooklyn, der producerede album for Spencer Davis Group (og var medskriver på sangen "I'm A Man" med Steve Winwood ligesom på teksterne til Traffic-sangen “Medicated Goo” ), Traffic, Blind Faith, Bobby Whitlock, Kracker og The Rolling Stones (alle albums fra Beggars Banquet til Goats Head Soup), New York Citys chok/punk rocker The Plasmatics og Motörhead. I blandt hans seneste produktioner findes tre sange fra Wedding Present projektet, Hit Parade 2 fra 1992.
Flest fans og kritikere virker som om de er enige i at de første fire Rolling Stones album produceret af Miller, er de bedste fra bandet. Han var selv trommeslager, og spillede også med på nogle af The Rolling Stones sange. Han spillede på kobjælde i starten af den kendte sang "Honky Tonk Women" og trommer på "You Can't Always Get What You Want", "Happy" og "Shine a Light". The Stones stoppede med at arbejde sammen med Miller efter Goats Head Soup i 1973.
Millers far, Bill Miller, var en Las Vegas kunstner, og manden der bookede Elvis Presley på the International Hotel til hans 1969 liveoptræden. Han havde en datter, rocksangeren Deena Miller, med Gayle Shepherd, medlem af sanggruppen Shepherd Sisters.